# Felice Bryant
Felice Bryant (7. august 1925 – 22. april 2003) var sammen med sin mand Boudleaux Bryant en af de sangskrivere som producerede nogle af de mest populære pop- og countrysange nogensinde[kilde mangler].
De skrev sammen tekster til omkring 3.000 sange, som blev solgt igennem mere end 300 millioner plader over hele verden[kilde mangler]. De blev i 1991 optaget i Country Music Hall of Fame, hvilket alene skete for meget få rene sangskrivere. Deres æresplads i Nashville Songwriters Hall of Fame kom næsten som en selvfølge oven på deres store succes.
Blandt de kunstnere, som har fortolket parrets sange, kan nævnes:
- Little Jimmy Dickens
  - "Country Boy"
- Carl Smith
  - "Hey Joe"
- Buddy Holly
- The Everly Brothers
  - "Bye Bye Love"
  - "Problems"
  - "All I Have to Do Is Dream"
  - "Wake Up Little Susie"
  - "Bird Dog"
- Elvis Presley
  - "She Wears My Ring"
- Jim Reeves
- Sonny James